# La Forêt des ombres
La Forêt des ombres est un roman écrit par Franck Thilliez et paru en 2007 aux Éditions du Passage puis Pocket.

## Présentation

### Début de l'intrigue
David est un écrivain de Polar en pleine ascension, en effet son premier roman fut encensé par la critique. Un jour, un milliardaire le contacte afin que David lui produise un roman dont le héros serait un tueur en série, aujourd'hui disparu, qui se nomme le Bourreau 125. Pour cela il offre une importante somme d'argent ainsi que le logis. David est intrigué et décide d'accepter. Celui-ci va donc s'extraire de la civilisation, pour aller écrire dans un vieux chalet, en pleine montagne, mais petit à petit l'ambiance dans le chalet devient oppressante. Et l'histoire pourtant si simple devient incontrôlable...

### Personnages principaux
- David Miller : Le héros, thanatopracteur et écrivain.
- Cathy Miller : Femme de David.
- Clara Miller : Fille de Cathy et David.
- Arthur Doffre : Le milliardaire.
- Bourreau 125 : Le tueur psychopathe.
- Christian : Le chauffeur et homme de main de Doffre.
- Adeline : Compagne présumée de Doffre.
- Emma Schild : L'inconnue en 4x4.

### Lieux
L'essentiel de l'histoire se passe dans un chalet en Allemagne, en Forêt-Noire dans les landes et les tourbières du Wildseemoor.

## Adaptation
Droits cinématographiques achetés par Gaumont.